# It's About Time (album của Jonas Brothers)
It's About Time là album phòng thu đầu tiên của nhóm Jonas Brothers. Album được phát hành ngày 8 tháng 8 năm 2006 dưới hãng thu âm của họ lúc đó là INO Records. Sau vài tháng sau khi album phát hành, họ ký hợp hồng mới với Daylight/Columbia Records và phát hành lại album với danh sách bài hát có chút thay đổi (bỏ đi 3 bài và thay bằng 3 bài mới). Mỗi lần phát hành đều có hạn và hiện không phát hành thêm bản nào, do đó It's About Time hiện rất hiếm trên thị trường. Các trang đấu giá như eBay có một vài bản, và chúng thường được bán với giá rất cao.
Bài hát "Time For Me To Fly" đã trở thành nhạc phim của "Aquamarine" (2006, phim hợp tác Mỹ-Úc).

## Danh sách bài hát

### Phiên bản với INO Records
1. "I Am What I Am"
2. "Mandy"
3. "One Day At A Time"
4. "Time For Me To Fly"
5. "6 Minutes"
6. "You Just Don't Know"
7. "Underdog"
8. "Don't Tell Anyone"
9. "7:05"
10. "Hey, We're Gonna Be Alright"
11. "Dear God"

### Phiên bản với Daylight Records
| STT              | Nhan đề                                    | Thời lượng |
| ---------------- | ------------------------------------------ | ---------- |
| 1.               | "What I Go to School For" (Busted)         | 3:36       |
| 2.               | "Time for Me to Fly"                       | 3:08       |
| 3.               | "Year 3000" (cover của Busted)             | 3:22       |
| 4.               | "One Day at a Time"                        | 3:55       |
| 5.               | "6 Minutes" (viết lại của Lyte Funky Ones) | 3:06       |
| 6.               | "Mandy"                                    | 2:48       |
| 7.               | "You Just Don't Know It"                   | 3:39       |
| 8.               | "I Am What I Am"                           | 2:10       |
| 9.               | "Underdog"                                 | 3:16       |
| 10.              | "7:05"                                     | 3:48       |
| 11.              | "Please Be Mine"                           | 3:13       |
| Tổng thời lượng: | Tổng thời lượng:                           | 36:00      |

"Year 3000" là bài hát duy nhất trong It's About Time mà Jonas brothers còn biểu diễn live. Bài hát rất nổi tiếng với fan nên nó lại xuất hiện trong album tiếp theo của họ, Jonas Brothers. Trong tour diễn Look Me in the Eyes, họ làm lại và biểu diễn bài hát "Underdog" vào năm 2007.

## Đĩa đơn

### Mandy
"Mandy" là đĩa đơn đầu tiên từ album. Đĩa đơn được phát hành ngày 27 tháng 12 năm 2005.
Bài hát viết về một người bạn gia đình tên Mandy. Bài hát cũng có mặt trong Zoey 101: Music Mix, album soundtrack của chương trình Zoey 101 (một sê-ri truyền hình của Mỹ) sau khi bài hát đã được phát trong bộ phim truyền hình đầu tiên của chương trình, Spring Break-Up.
Bài hát đã không lọt vào bất cứ một bảng xếp hạng nào.